# Paul Didier
Pour les articles homonymes, voir Didier.
Paul Didier (Carcassonne, 15 novembre 1889 - Paris 13e, 22 mai 1961) est un magistrat français. Il est l'un des deux seuls magistrats, avec Georges Galy-Gasparrou, à avoir refusé de prêter serment de fidélité à la personne du maréchal Pétain.

## Origine familiale
Paul Didier est issu de familles républicaines à la fibre patriotique, tant du côté paternel que du côté maternel. Ses grands-parents paternels, lorrains, refusèrent en 1871 le rattachement de leur région natale à l'Allemagne, consécutif au traité de Francfort, et s’établirent à Paris. Son grand-père maternel Ferdinand Théron fut député radical-socialiste de l'Aude de 1885 à 1910.
Son père, Paul Didier, élève de l'École normale supérieure, docteur ès sciences et agrégé de chimie, fut révoqué de la Commission d'examen au concours d'entrée à l’École spéciale militaire de Saint-Cyr en 1892 pour motif politique.

## Carrière judiciaire
Paul Didier fait des études de droit, spécialisé dans les études administratives et financières ainsi qu'en sciences pénales. Il s'inscrit en 1911 au barreau de Paris. Mobilisé en 1914, il sert au 112e régiment d'infanterie, puis fait prisonnier il est détenu à Mayence.
Paul Didier passe le concours de la magistrature en 1919, avec comme première affectation le poste de juge suppléant au tribunal de Béziers. Il y refuse toutefois de prêter serment tant que sa démobilisation n'est pas actée, sa conception de l'indépendance de la magistrature étant incompatible avec un double statut de juge et de soldat. Puis il passe en 1922 à la chancellerie, devenant le 5 août 1937 sous-directeur du Sceau, chargé des naturalisations. Il en est écarté le 22 septembre 1940, ses prises de position quant aux naturalisations étant en opposition frontale avec les mesures xénophobes que le gouvernement de Vichy s'apprête à prendre. Il est affecté, en guise de punition, comme simple juge au tribunal de la Seine.
Un an plus tard, il est révulsé par la création des sections spéciales, réponse du gouvernement de Vichy à l’occupant allemand qui exige que des juridictions françaises condamnent des communistes et des anarchistes, à la suite de l’attentat commis par le colonel Fabien le 21 août 1941. Par l'acte constitutionnel no 9 du 14 août 1941, les magistrats ont l’obligation de prêter serment de fidélité à la personne du chef de l’État, le maréchal Pétain. Lors de la cérémonie de prestation de serment des magistrats du tribunal de la Seine le 2 septembre 1941, Paul Didier s'y refuse publiquement ; il est suspendu par le garde des Sceaux Joseph Barthélemy le surlendemain et révoqué. Arrêté sur ordre du ministre de l'Intérieur, il est interné le 6 septembre 1941 et envoyé au camp d’internement de Châteaubriant. Libéré en février 1942, il est assigné à résidence dans sa maison familiale de Moux (Aude) et mis à la retraite le 11 août 1942.
Il aide ensuite la Résistance et participe à plusieurs actions dans les Corbières.
À la Libération, il est nommé vice-président du Comité de libération de Moux. Il réintègre la magistrature en octobre 1944 comme président de chambre à la cour d'appel de Paris, après avoir décliné une proposition de premier président de cour d'appel en province. Il n’occupe pas le poste de directeur du Personnel que le secrétaire général par intérim du ministère, l’avocat communiste Marcel Willard, lui attribue. Il est chargé de la présidence d'une des sections de la cour de justice du département de la Seine. En 1950, il est désigné pour présider la chambre des mises en accusation de la cour d'appel de Paris. En 1951, il décline sa promotion proposée à la Cour de cassation. Il prend sa retraite en 1958.
Durant toute cette période, le magistrat eut à juger diverses affaires « sensibles » telle en 1952 l'affaire Duclos dite du "complot des pigeons" : sous sa présidence, la chambre des mises en accusation élargit Jacques Duclos, cadre du Parti communiste français accusé d'espionnage au profit de l'URSS, relevant que la flagrance, seule circonstance susceptible d'écarter l'immunité parlementaire du député, n'était pas constituée. Quelques jours plus tard, un attentat à la bombe vise le domicile de Paul Didier, qui l'apprend pendant l'audience,.

## Carrière sportive

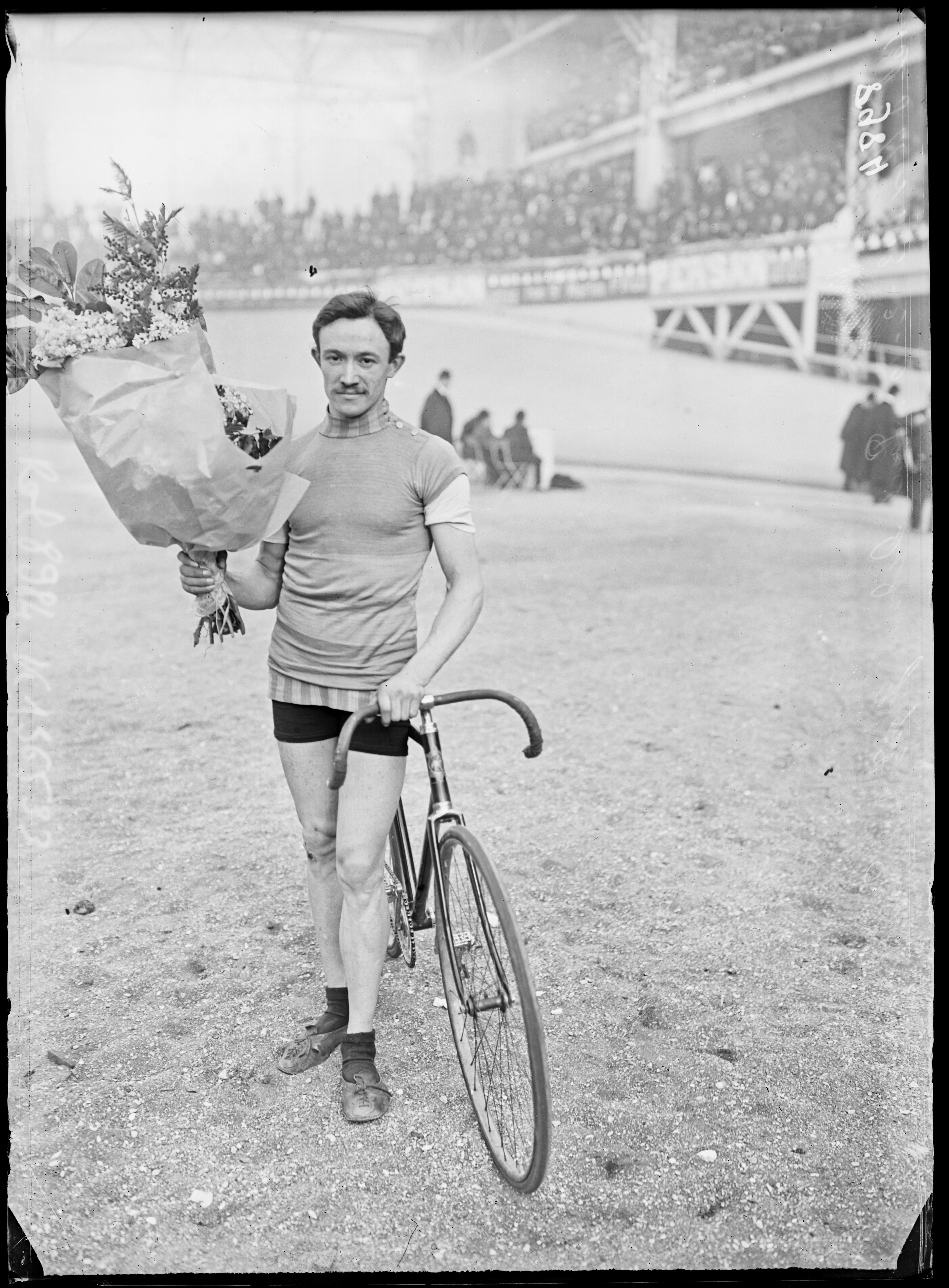
Paul Didier gagnant du Prix Fournier 1910

Paul Didier est un champion du cyclisme sur piste, professionnel de 1909 à 1912. 
Le 21 décembre 1912, il gagne le prix Peugeot pour un « vol » en aviette (bicyclette volante).
En 1921, il participe encore au Championnat de vitesse sur piste en finissant 1e de sa série. Il conseille le vosgien André Marcot  et forme avec lui une équipe de tandem, lors du prix Arthur Linton, au vélodrome d’hiver en janvier 1923,. Sa carrière sportive s'achève vers 1926.

## Hommage
Le 16 septembre 1961, à l'audience solennelle de rentrée de la cour d'appel de Paris, l'avocat général Lambert, lui aussi révoqué par Vichy, prononçait l'éloge funèbre de Paul Didier:
« 
(…) Et maintenant, Messieurs, nous devons nous recueillir avec une ferveur particulière, car nous allons évoquer la mémoire d'un magistrat qui fut, comme naguère un écrivain célèbre, "un moment de la conscience humaine".
Septembre 1941 ! il y a vingt ans ! Notre pays au fond de l'abîme. La presse de Paris, contrôlée par l'ennemi, annonçait ce jour-là que, sur une place de notre capitale, une musique militaire (dont point n'était besoin de préciser la nationalité) jouerait un hymne à la gloire de la Germanie victorieuse.
Mais dans cette atmosphère, dans ce climat, ces mêmes feuilles ne pouvaient cependant dissimuler que, la veille, venait de s'accomplir un des hauts faits de l'histoire de la magistrature française : le Président Paul Didier, à cette époque Juge au Tribunal de la Seine, avait refusé le serment imposé par "l'Ordre nouveau". Le lendemain, il était arrêté et devait être bientôt dirigé sur ce camp d'internement de Châteaubriant qui a laissé de si dramatiques souvenirs.
Peu de temps avant la rentrée judiciaire de 1941, les juristes de la Résistance avertis de la prochaine obligation du serment, avaient sollicité les instructions de ceux qui dirigeaient la lutte clandestine. devait-on répondre par des démissions massives ? laisser se démasquer ceux qui étaient déjà engagés dans l'action secrète contre l'occupant ?
Gardez vous en bien, fut-il répondu, mais il serait bon, néanmoins, que l'un de vous assumât cette forme de résistance ouverte.
C'est alors que Paul Didier décida que, conforté par la rigueur de ses convictions, s'il devait n'y en avoir qu'un, "il serait celui-là".
Messieurs, le souvenir du Président Didier nous a conduits à rappeler une des périodes les plus sombres de notre histoire, mais qui fut fertile en actes de courage et d'abnégation. Le geste de Paul Didier fut l'un d'eux (…).»
Néanmoins d'après les mémoires de Max Gibert, magistrat résistant, cette vision des juges résistants, se concertant et acceptant le sacrifice de Paul Didier pour sauver l'honneur et continuer à résister dans l'ombre, est une légende. Selon lui, "Didier [...] n'avait prévenu personne de son intention".
La promotion 1997 de l’École nationale de la magistrature a choisi de se donner le nom de « promotion Paul Didier » par un vote des auditeurs de justice qui la composaient.

## Distinctions
- Officier de la Légion d'honneur (1946)
- Médaille de la Résistance française

## Pour approfondir